# Museo archeologico comunale Ferruccio Barreca
Il Museo archeologico comunale  Ferruccio Barreca (in ligure-tabarchino Museu archîològico comunâle Ferruccio Barreca, in sardo Museu archeologicu comunale Ferruccio Barrea) è il museo archeologico di Sant'Antioco.

## Il museo

### Storia
È stato progettato nei primi anni settanta e la sua edificazione è stata completata nel 1975, con il contributo della Cassa del Mezzogiorno, divenuta in seguito Agenzia per il Mezzogiorno. Dopo circa vent'anni, con il passaggio della struttura alla Regione Autonoma della Sardegna e quindi al Comune di Sant'Antioco, hanno avuto inizio i lavori di allestimento tecnico. Il museo è stato inaugurato il 9 gennaio del 2006, ed è inserito nel percorso di visita dell'area archeologica di Sant'Antioco.

### Reperti
Nel museo sono esposti i reperti archeologici degli insediamenti nell'area di Sant'Antioco.

Risalgono al neolitico e alla civiltà nuragica gli oggetti venuti alla luce negli scavi in varie zone dell'isola.
Molti materiali testimoniano la cultura fenicia, che ebbe proprio a Sant'Antioco, nell'antica Sulki, il più antico insediamento in Sardegna. Sono esposti gli oggetti ritrovati nelle tombe del tofet: utensili, anfore, lucerne, gioielli, amuleti, maschere apotropaiche.  Lo stesso tofet è ricostruito in un modello che illustra la disposizione delle stele e delle urne rinvenute negli scavi.
L'ultima sezione è dedicata alla civiltà romana, che si insediò nell'area dal III secolo a.C.; sono esposti corredi funebri e oggetti in uso nella vita quotidiana, come pentole e stoviglie.

## Galleria d'immagini

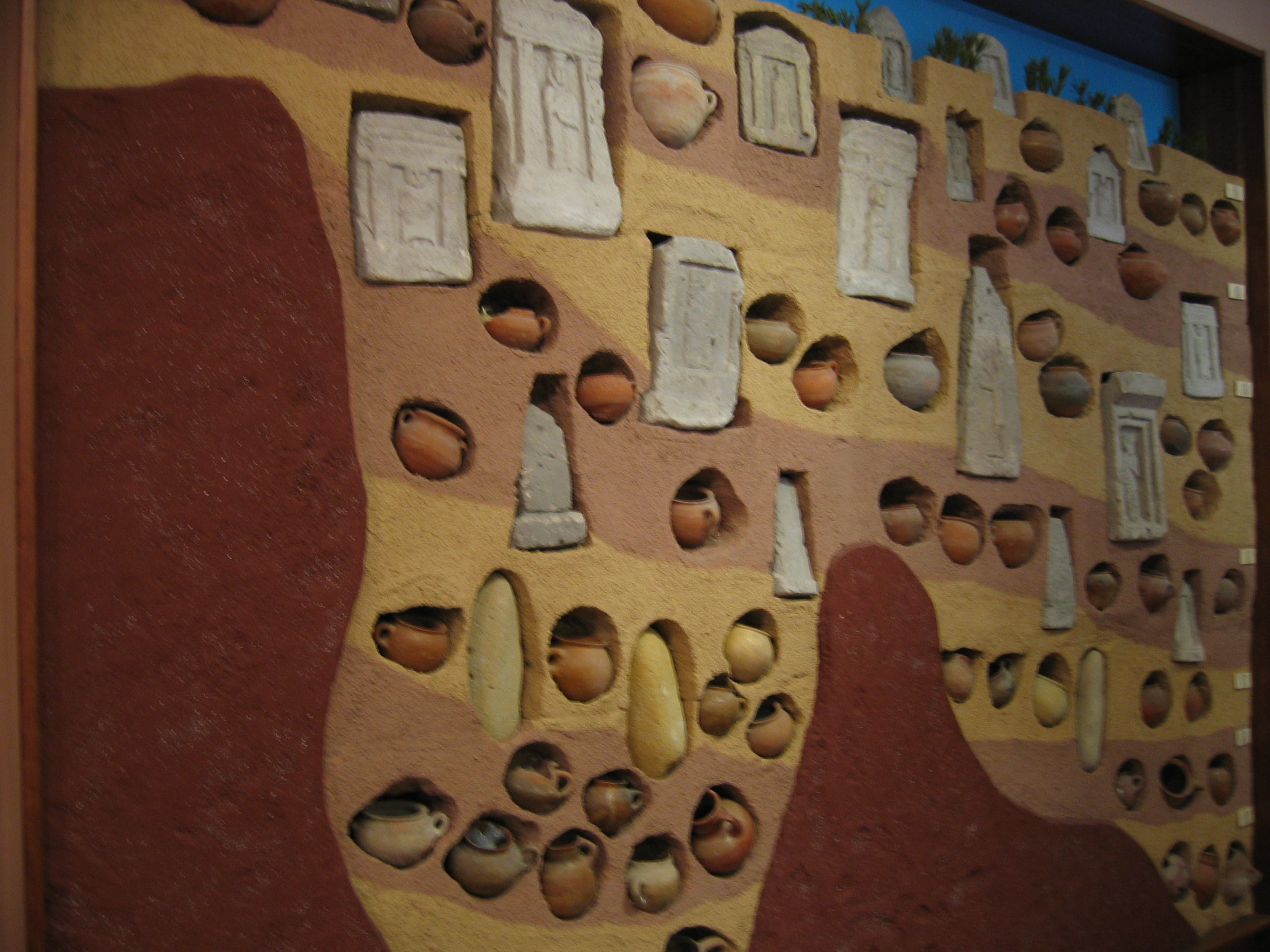
Ricostruzione stratigrafica del tofet
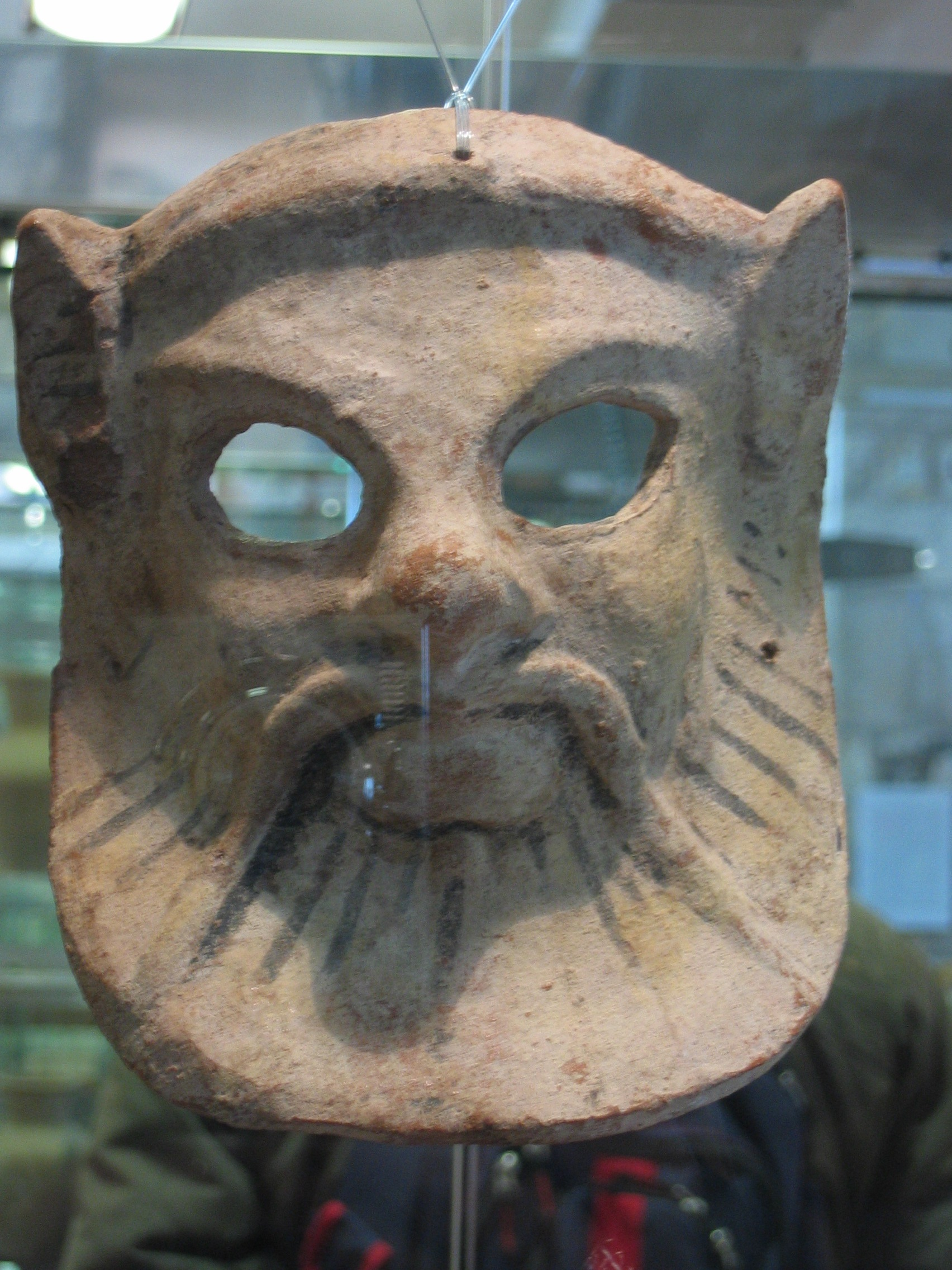
Maschera di Sileno
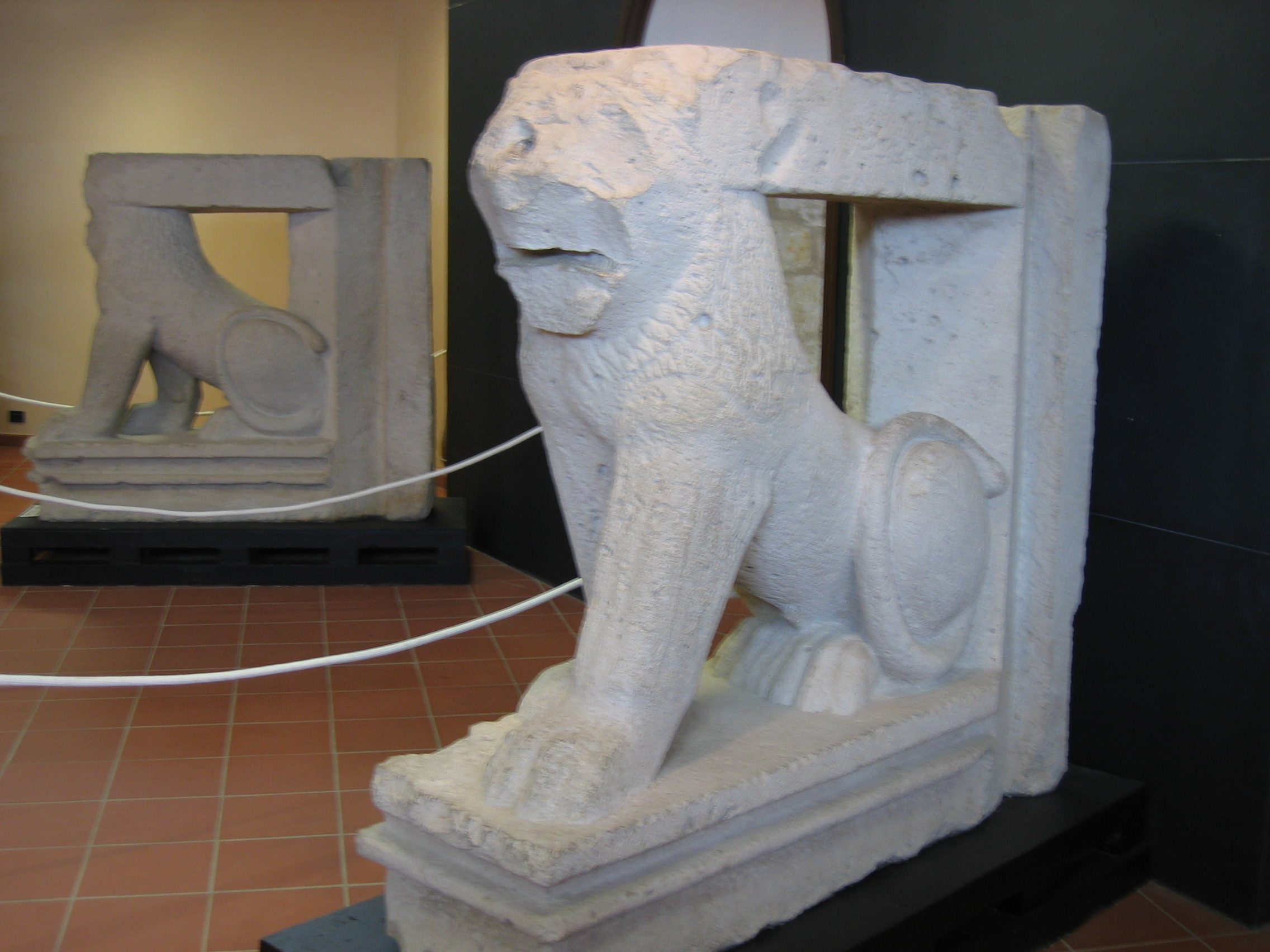
Statue di leone